# Sisters (pel·lícula de 2015)
Sisters és una pel·lícula estatunidenca de l'any 2015 dirigida per Jason Moore, amb guió de Paula Pell. És protagonitzada per Tina Fey, AMy Poehler, Maya Rudolph, John Leguizamo, Ike Barinholtz, John Cena i James Brolin.

## Sinopsi
Dues germanes fan una última festa a la casa on van passar llur infantesa, atès que els seus pares estan a punt de vendre-la. Durant la festa tenen lloc diverses situacions que fan que s'enfrontin les dues germanes.